# Groszek liściakowy
Groszek liściakowy (Lathyrus nissolia L.) – gatunek rośliny z rodziny bobowatych. Występuje w zachodniej i południowej Europie (północna granica współczesnego zasięgu biegnie przez Wielką Brytanię, Niemcy, Polskę i Ukrainę), na Bliskim Wschodzie (od Turcji po Izrael na południu i Iran na wschodzie), w Afryce Północnej (od Maroka po Tunezję). We florze Polski obecny od 1903 roku, współcześnie uznany za gatunek zadomowiony (agriofit), występujący zarówno na siedliskach antropogenicznych, jak i półnaturalnych. Uznawany jest za chwast, jest trujący dla kręgowców, ale też stanowi potencjalne źródło genów odporności na suszę dla grochu zwyczajnego.

## Morfologia

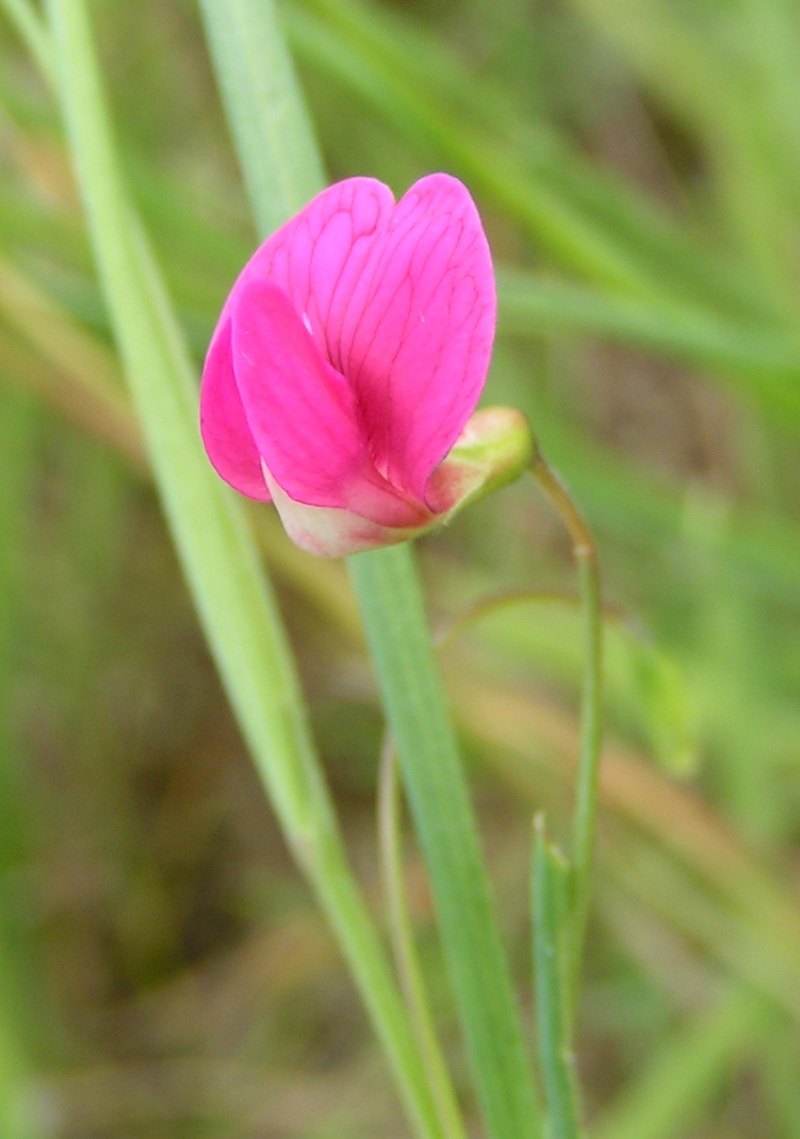
Kwiat

PokrójRoślina zielna, naga lub rzadko owłosiona, zielona lub szarozielona, wzniesiona, osiągająca zwykle do 50 cm wysokości, czasem do 90 cm.
ŁodygaWzniesiona, czterokanciasta, pojedyncza lub rozgałęziona w nasadzie.
LiściePozbawione są listków i wąsów czepnych – składają się tylko z ogonka liściowego stanowiącego liściak. Jest on spłaszczony, podobny do liścia traw – długi na 3,5–14 cm i szeroki na 1,5–8,5 mm. Wzdłuż liściaka biegnie pięć równoległych wiązek przewodzących. Przylistki drobne, w postaci szczecinek do długości do 2 mm, często przy tym przyległe do łodygi lub liściaka.
KwiatyPojedyncze, czasami podwójne kwiaty motylkowate, na cienkich szypułach osiągających do nieco ponad 10 cm długości. Same kwiaty mają ok. 8 mm, czasem do 12 mm długości. Wsparte są przysadkami o długości do ok. 1,5 mm. Kielich jest rurkowaty, czasem nieco rozszerzony przy końcu, nagi lub pokryty krótkimi włoskami. Ząbki dolne długości rurki, górne – nieco krótsze (według Flora Europaea ząbki równe i wszystkie krótsze od kielicha). Korona kwiatu purpurowa, czasem nieco fioletowa, z ciemniejszymi żyłkami. Żagielek nieco tylko dłuższy od skrzydełek, ma kształt jajowaty, na szczycie wycięty. Zalążnia pokryta krótkimi włoskami zawiera 10 do 17 zalążków. Szyjka słupka skręcona i spłaszczona, w dole nieco owłosiona.
OwoceNagie lub owłosione, odstające poziomo lub zwisające strąki o długości 2,5–6 cm i szerokości 3–8 mm. Mają kształt równowąski i nad nasionami, których jest od 5 do 14, są nieznacznie wybrzuszone. Dojrzałe strąki mają barwę jasnobrązową. Nasiona są kulistawo-walcowate, na powierzchni brodawkowate, brunatne lub brunatnooliwkowe, z ciemniejszymi plamkami.

## Biologia i ekologia
Roślina jednoroczna. Rośnie w miejscach trawiastych, w zaroślach i na polach, na przydrożach, przytorzach i trawiastych skrajach lasów. Często w miejscach zaburzonych działalnością człowieka. Preferuje podłoża zasobne w kredę lub gliny obfitujące w węglan wapnia. Kwitnie w czerwcu i lipcu.
Liczba chromosomów 2n=14.